# KY Весов
KY Весов (лат. KY Librae), HD 141919 — одиночная переменная звезда в созвездии Весов на расстоянии приблизительно 120 световых лет (около 37 парсеков) от Солнца. Видимая звёздная величина звезды — от +8,97m до +8,93m.

## Характеристики
KY Весов — оранжевый карлик, эруптивная переменная звезда типа RS Гончих Псов (RS) спектрального класса K2V или K0Vk:.